# Jacques de Campredon
Jacques de Campredon, född 1672 och död 1749, var en fransk diplomat.
Campredon var 1702-17 fransk minister i Stockholm, från 1707 som resident. Han trädde därunder i nära förbindelse med Stockholmsbyråkratin, var uppfattning om läget och om Karl XII han vid den franska ambassadören Del la Marcks ankomst försökte delge denne. de Campredon var ingen vän av svenskarna och gav dem vid återkomsten till Frankrike en ganska elak karaktäristik. 1719 sändes de Campredon åter till Sverige, den här gången för att överlämna en penninghjälp i form av guldtackor. Han samarbetade här med Carteret under fredsförhandlingarna mellan Sverige och Hannover, Preussen och Danmark, och planläggningen av en allians mellan Sverige-Ryssland. Han var även pådrivande i att få Fredrik I på den svenska tronen. 1721 sändes de Campredon med svenskt fredsanbud till Ryssland. Han stannade längre i Ryssland än vad som var tänkt, och återvände ganska starkt imponerad av tsarens makt. Han sändes därefter till Ryssland som fransk minister, där han arbetade på ett franskt-ryskt förbund, och ett givermål mellan kejsarinnan Elisabeth och en fransk prins, eventuellt Ludvig XV själv. Planerna gick dock om intet. 1726 återkallades han, och var därefter fram till 1739 franskt sändebud i Genua.